# 櫻井畫門
櫻井畫門（桜井画門，1986年12月—），日本漫畫家，出生於東京都，代表作品为漫画《亞人》。在成人作品中採用「GGGGGGGGGG」的名義。

## 概要
2006年在講談社《月刊Afternoon》的四季賞中獲得冬季佳作。
2008年同於《月刊Afternoon》發布短篇漫畫《亞空耳》獲得冬季大賞。
之後便用「GGGGGGGGGG」（單行本標記為「G-10」）的筆名創作成人向作品。
2012年與三浦追儺共同創作《亞人》由三浦追儺擔任原作，櫻井畫門負責作畫。隨即第一卷發行後，不明原因三浦追儺退出，第二卷開始由櫻井畫門獨立創作。2017年《亞人》改拍真人版電影。

## 作品列表
短篇漫畫
- 异度幻听

一般向漫畫
- 亞人（講談社）共17卷
- The pool 共3卷

成年向漫畫
- - G-10名義 (一水社、2012年2月27日) ISBN 978-4-86416-105-3